# Sylvain Turgeon
Joseph Sylvain Dorilla Turgeon, född 17 januari 1965, är en kanadensisk före detta professionell ishockeyforward som tillbringade tolv säsonger i den nordamerikanska ishockeyligan National Hockey League (NHL), där han spelade för ishockeyorganisationerna Hartford Whalers, New Jersey Devils, Montreal Canadiens och Ottawa Senators. Han producerade 495 poäng (269 mål och 226 assists) samt drog på sig 691 utvisningsminuter på 669 grundspelsmatcher. King spelade även på lägre nivåer för SC Herisau och SC Langnau i Nationalliga A (NLA), Wedemark Scorpions, Revierlöwen Oberhausen och Kassel Huskies i Deutsche Eishockey Liga (DEL), Houston Aeros i International Hockey League (IHL), EHC Olten och HC Thurgau i Nationalliga B (NLB), HC Bolzano i Serie A och Olympiques de Hull i Ligue de hockey junior majeur du Québec (LHJMQ).
Han draftades i första rundan i 1983 års draft av Hartford Whalers som andre spelare totalt.
Turgeon är äldre bror till Pierre Turgeon och farbror till Dominic Turgeon, båda har spelat respektive spelar i NHL.

## Statistik
| 1980–1981    | Angevins de Bourassa   | LHMAAAQ      | 43  | 34  | 44  | 78  | 87  | 11 | 13 | 9  | 22 | 30 |
| 1981–1982    | Olympiques de Hull     | LHJMQ        | 57  | 33  | 40  | 73  | 72  | 14 | 11 | 11 | 22 | 16 |
| 1982–1983    | Olympiques de Hull     | LHJMQ        | 67  | 54  | 109 | 163 | 105 | 7  | 8  | 7  | 15 | 10 |
| 1983–1984    | Hartford Whalers       | NHL          | 76  | 40  | 32  | 72  | 55  | —  | —  | —  | —  | —  |
| 1984–1985    | Hartford Whalers       | NHL          | 64  | 31  | 31  | 62  | 67  | —  | —  | —  | —  | —  |
| 1985–1986    | Hartford Whalers       | NHL          | 76  | 45  | 34  | 79  | 88  | 9  | 2  | 3  | 5  | 4  |
| 1986–1987    | Hartford Whalers       | NHL          | 41  | 23  | 13  | 36  | 45  | 6  | 1  | 2  | 3  | 4  |
| 1987–1988    | Hartford Whalers       | NHL          | 71  | 23  | 26  | 49  | 71  | 6  | 0  | 0  | 0  | 4  |
| 1988–1989    | Hartford Whalers       | NHL          | 42  | 16  | 14  | 30  | 40  | 4  | 0  | 2  | 2  | 4  |
| 1989–1990    | New Jersey Devils      | NHL          | 72  | 30  | 17  | 47  | 81  | 1  | 0  | 0  | 0  | 0  |
| 1990–1991    | Montreal Canadiens     | NHL          | 19  | 5   | 7   | 12  | 20  | 5  | 0  | 0  | 0  | 2  |
| 1991–1992    | Montreal Canadiens     | NHL          | 56  | 9   | 11  | 20  | 39  | 5  | 1  | 0  | 1  | 4  |
| 1992–1993    | Ottawa Senators        | NHL          | 72  | 25  | 18  | 43  | 104 | —  | —  | —  | —  | —  |
| 1993–1994    | Ottawa Senators        | NHL          | 47  | 11  | 15  | 26  | 52  | —  | —  | —  | —  | —  |
| 1994–1995    | Ottawa Senators        | NHL          | 33  | 11  | 8   | 19  | 29  | —  | —  | —  | —  | —  |
| 1995–1996    | Houston Aeros          | IHL          | 65  | 28  | 31  | 25  | 22  | —  | —  | —  | —  | —  |
| 1996–1997    | HC Bolzano             | Serie A      | 23  | 14  | 11  | 25  | 22  | —  | —  | —  | —  | —  |
|              | EHC Olten              | NLB          | 9   | 10  | 2   | 12  | 38  | —  | —  | —  | —  | —  |
|              | Wedermark Scorpions    | DEL          | 12  | 5   | 8   | 13  | 12  | 8  | 5  | 2  | 7  | 41 |
| 1997–1998    | Revierlöwen Oberhausen | DEL          | 28  | 11  | 15  | 26  | 24  | —  | —  | —  | —  | —  |
|              | SC Herisau             | NLA          | 14  | 9   | 2   | 11  | 26  | 12 | 4  | 3  | 7  | 16 |
| 1998–1999    | SC Langnau             | NLA          | 5   | 1   | 1   | 2   | 4   | —  | —  | —  | —  | —  |
|              | Kassel Huskies         | DEL          | 34  | 20  | 8   | 28  | 32  | —  | —  | —  | —  | —  |
| 1999–2000    | Kassel Huskies         | DEL          | 49  | 32  | 13  | 45  | 49  | 8  | 2  | 2  | 4  | 10 |
| 2000–2001    | Kassel Huskies         | DEL          | 58  | 15  | 10  | 25  | 44  | 8  | 0  | 3  | 3  | 2  |
| 2001–2002    | HC Thurgau             | NLB          | 19  | 8   | 7   | 15  | 53  | —  | —  | —  | —  | —  |
| NHL totalt   | NHL totalt             | NHL totalt   | 669 | 269 | 226 | 495 | 691 | 36 | 4  | 7  | 11 | 22 |
| DEL totalt   | DEL totalt             | DEL totalt   | 181 | 83  | 54  | 137 | 161 | 24 | 7  | 7  | 14 | 53 |
| NLA totalt   | NLA totalt             | NLA totalt   | 19  | 10  | 3   | 13  | 30  | 12 | 4  | 3  | 7  | 16 |
| NLB totalt   | NLB totalt             | NLB totalt   | 28  | 18  | 9   | 27  | 91  | —  | —  | —  | —  | —  |
| LHJMQ totalt | LHJMQ totalt           | LHJMQ totalt | 124 | 87  | 149 | 236 | 177 | 21 | 19 | 18 | 37 | 26 |

### Internationellt
| Källa: Uppdaterad: 2018-01-08 | Källa: Uppdaterad: 2018-01-08 | Källa: Uppdaterad: 2018-01-08 |         | Utv = Utvisningsminuter | Utv = Utvisningsminuter | Utv = Utvisningsminuter | Utv = Utvisningsminuter | Utv = Utvisningsminuter |
| År                            | Lag                           | Mästerskap                    | Matcher | Mål                     | Assists                 | Poäng                   | Utv                     |                         |
| ----------------------------- | ----------------------------- | ----------------------------- | ------- | ----------------------- | ----------------------- | ----------------------- | ----------------------- | ----------------------- |
| 1983                          | Kanada                        | JVM                           | 7       | 4                       | 2                       | 6                       | 8                       |                         |
| Junior totalt                 | Junior totalt                 | Junior totalt                 | 7       | 4                       | 2                       | 6                       | 8                       |                         |